# 苞片狸藻
苞片狸藻（學名：Utricularia bracteata）為狸藻屬中型似多年生食虫植物。其种加词“bracteata”来源于拉丁文“bractea”，意为“苞片”。苞片狸藻為熱帶非洲南部的特有種。模式产地位于安哥拉，也分布于赞比亚北部及剛果民主共和國。其陆生于泥炭草原内，海拔分布范围为1000米至1500米。1924年，罗纳德·古德（Ronald D'Oyley Good）最先描述了苞片狸藻。

## 外部連結
- Aluka - Utricularia bracteata R.D.Good [family LENTIBULARIACEAE] 苞片狸藻的標本典藏和描述

 维基共享资源上的相關多媒體資源：苞片狸藻
 維基物種上的相關：苞片狸藻